# F91 뒤들랑주
F91 뒤들랑주는 룩셈부르크의 축구 클럽으로, 1991년 설립되었다.
F91 뒤들랑주는 1991년에 알리안스 뒤들랑주, 스타드 뒤들랑주, US 뒤들랑주의 통합으로 창단하였다. 이 세 팀은 모두 룩셈부르크 내셔널 디비전과 컵 대회 우승 기록을 가지고 있지만, 성적과 재정적인 면에서 어려운 상황을 겪고 있었기 때문에, 통합을 하여 안정화를 꾀하였다.
스타드 뒤들랑주와 US 뒤들랑주는 3부리그(룩셈부르크 1부 리그)에서 플레이하고 있었고, 알리안스 뒤들랑주는 2부리그(룩셈부르크 명예의 디비전)에 참가하고 있었다. 새롭게 만들어진 클럽은 알리안스의 위치를 이어받아 2부리그에서 1991-92시즌을 시작하였다.
첫 번째 시즌에 승격하였고, 1996-97시즌까지 순위가 절반 아래로 떨어진 적이 없을 정도로 강력한 1부리그팀이 되었다. 그러다가 1999-00시즌에는 2위와 승점 11점 차로 여유롭게 첫 우승을 맛보았다.
2004-05시즌에 UEFA 챔피언스리그에 진출한 F91은 2차예선에 올라감으로써, 룩셈부르크 팀 가운데 2차예선에 올라간 첫 번째 팀이 되었다.
2005-06시즌엔 리그와 컵 대회를 우승하는 "더블"을 기록하였다. 2006-07시즌도 마찬가지로 더블을 기록하였다.

## 역대 성적

#### F91 뒤들랑주
- 룩셈부르크 내셔널 디비전

우승 (8) : 1999-00, 2000-01, 2001-02, 2004-05, 2005-06, 2006-07, 2007-08, 2008-09
준우승 (3) : 1998-99, 2002-03, 2003-04
- 룩셈부르크 컵

우승 (4) : 2003-04, 2005-06, 2006-07, 2008-09
준우승 (3) : 1992-93, 1993-94, 2001-02

#### 알리안스 뒤들랑주
- 룩셈부르크 내셔널 디비전

준우승 (1) : 1961-62
- 룩셈부르크 컵

우승 (2) : 1960-61, 1961-62
준우승 (1) : 1968-69

#### 스타드 뒤들랑주
- 룩셈부르크 내셔널 디비전

우승 (10) : 1938-39, 1939-40, 1944-45, 1945-46, 1946-47, 1947-48, 1949-50, 1954-55, 1956-57, 1964-65
준우승 (6) : 1919-20, 1922-23, 1924-25, 1927-28, 1955-56, 1959-60
- 룩셈부르크 컵

우승 (4) : 1937-38, 1947-48, 1948-49, 1955-56
준우승 (8) : 1927-28, 1935-36, 1938-39, 1939-40, 1946-47, 1956-57, 1957-58, 1959-60

#### US 뒤들랑주
- 룩셈부르크 내셔널 디비전

준우승 (4) : 1938-39, 1939-40, 1945-46, 1946-47
- 룩셈부르크 컵

우승 (1) : 1938-39
준우승 (1) : 1957-58

## 선수 명단

### 현역
- 야쿠루 로머(2023 ~ )
- 필립 보이치(2020 ~ )
- 사미르 하지(2021 ~ )